# 줄리엣의 남자
《줄리엣의 남자》는 2000년 9월 14일부터 2000년 11월 9일에 방영된 SBS 드라마 스페셜이다.

## 등장 인물

### 주요 인물
- 차태현 : 장기풍 역 - 보디가드 (명동 사채업자 대부 장삼부 손자)
- 예지원 : 송채린 역 - 줄리엣 (삼송백화점 대표이사)
- 지진희 : 최승우 역 - 로미오 (신우그룹 기회조정실 실장)
- 김성령 : 양미라 역 - 삼송백화점 부사장 → 본부장 겸 부사장 → 숙녀복 매장 플로어 매니저
- 김민희 : 소찬비 역 - 불여우 (성북동 사채업자 대모 백부자 손녀)

### 주변 인물
- 신구 : 장삼부 역 - 명동 사채업자 대부
- 강부자 : 백부자 역 - 성북동 사채업자 대모
- 이정길 : 최승우의 아버지 역 - 신우그룹 최 회장
- 박정수 : 송채린의 어머니 역 - 삼송백화점 전임 대표이사 부인
- 조재현 : 심복규 역 - 삼송백화점 과장 → 숙녀복 매장 주임 (양미라의 심복)
- 정종준 : 김충선 역 - 삼송백화점 영선과장 → 기획조정실 실장
- 송채환 : 김정주 역 - 삼송백화점 기획조정실 대리
- 백승현 : 심복규 과장의 심복

### 그 외
- 박영지 : 삼송백화점 정 이사 역
- 남윤정 : 최승우의 어머니 역 - 신우그룹 최 회장 부인
- 김은정 : 이수인 역 - 선암재단 이사장의 딸
- 유승봉 : 백부자의 집사 역
- 양형욱 : 신 팀장 역 - 최승우의 선배 (신우그룹 기획조정실 팀장)
- 박칠용 : 사채 직원 역
- 이기열 : 황재순 역 - 삼송백화점 본부장
- 최준용 : 프랜시스 오(오달평) 역 - (M&A 전문변호사)
- 송금식 : 마석철 사장 역
- 최항석
- 도기석 : 마 사장 부하 역
- 송치경
- 임채연
- 심양홍 : 이수인의 아버지 역 - 선암재단 이사장
- 한영숙 : 이수인의 어머니 역
- 이성용 : 삼송백화점 김 이사 역
- 남영진 : 한별은행 명동지점장 역
- 문창길
- 김원배
- 박성혜
- 권오영
- 순동운
- 이성호
- 이은철 : 삼송백화점 채권단 역
- 윤갑수 : 삼송백화점 채권단 역
- 허장
- 김광인 : 삼송백화점 채권단 역
- 조향이 : 달러 아줌마 역
- 금준희 : 달러 아줌마 역
- 옥승일 :
- 이승형 : 최승우의 친구 형사 역
- 한상진 : 장기풍을 인터뷰하려는 기자 무리 역
- 이동훈 : 호텔 나이트클럽 웨이터 역
- 김성훈
- 이창주
- 이다연
- 김수련
- 원숙희 : 백화점 화장품 코너 직원 역
- 이경희
- 김영석
- 김건호
- 최민금
- 김용헌
- 최중용
- 백승욱
- 김정훈
- 김현지
- 고진명
- 한춘일
- 이한위
- 김승욱
- 김희정
- 김홍수
- 이진목
- 김정훈
- 김용현
- 김덕형
- 박규점
- 홍여진
- 김영철
- 손민우
- 박태호
- 나재균
- 이도련 : 조산은행 부은행장 역
- 이일섭
- 허기호 : 세운증권 부장 역
- 운기호
- 박진하 : 동자승 역

### 특별 출연
- 한인수 : 송재환 역 - 송채린의 아버지, 삼송백화점 전임 대표이사

## 수상
- 2000년 SBS 연기대상 SBSi상, 빅스타상, 남자 인기상 차태현
- 2000년 SBS 연기대상 조연상 김성령
- 2000년 SBS 연기대상 여자 신인상 김민희

## 참고 사항
- 비정상적인 내용과[1] 배우들의 미숙한 연기로 비난을 받았다.[2]
- 방영 초기 차태현의 눈부신 원맨쇼 연기로 이목을 끌었으나 드라마 전체가 무거운 분위기로 흐르면서 시청률이 갈수록 떨어졌다.[3]
- 김희선이 여주인공 물망에 올랐으나[4] 이런저런 사정 때문에 좌절됐고 이 같은 상황을 고려하여 SBS는 2000년 9월 13일 오후 10시부터 특선영화 《주유소 습격사건》을 내보냈으며[5] 다음 날 1~2회 연속 편성됐다.

## 특이사항
- 2000년 9월 14일 - 1~2회 연속 편성됐으며 《한밤의 TV연예》결방
- 2000년 10월 26일 - 8시 45분부터 <슈퍼모델 선발대회> 1~2부 편성으로 결방